# 734 (szám)
A 734 (római számmal: DCCXXXIV) egy természetes szám, félprím, a 2 és a 367 szorzata.

## A szám a matematikában
A tízes számrendszerbeli 734-es a kettes számrendszerben 1011011110, a nyolcas számrendszerben 1336, a tizenhatos számrendszerben 2DE alakban írható fel.
A 734 páros szám, összetett szám, azon belül félprím, kanonikus alakban a 21 · 3671 szorzattal, normálalakban a 7,34 · 102 szorzattal írható fel. Négy osztója van a természetes számok halmazán, ezek növekvő sorrendben: 1, 2, 367 és 734.
A 734 négyzete 538 756, köbe 395 446 904, négyzetgyöke 27,09243, köbgyöke 9,02053, reciproka 0,0013624. A 734 egység sugarú kör kerülete 4611,85802 egység, területe 1 692 551,892 területegység; a 734 egység sugarú gömb térfogata 1 656 444 118,0 térfogategység.